# 科扎拉國家公園
45°00′30″N 16°53′30″E / 45.00833°N 16.89167°E

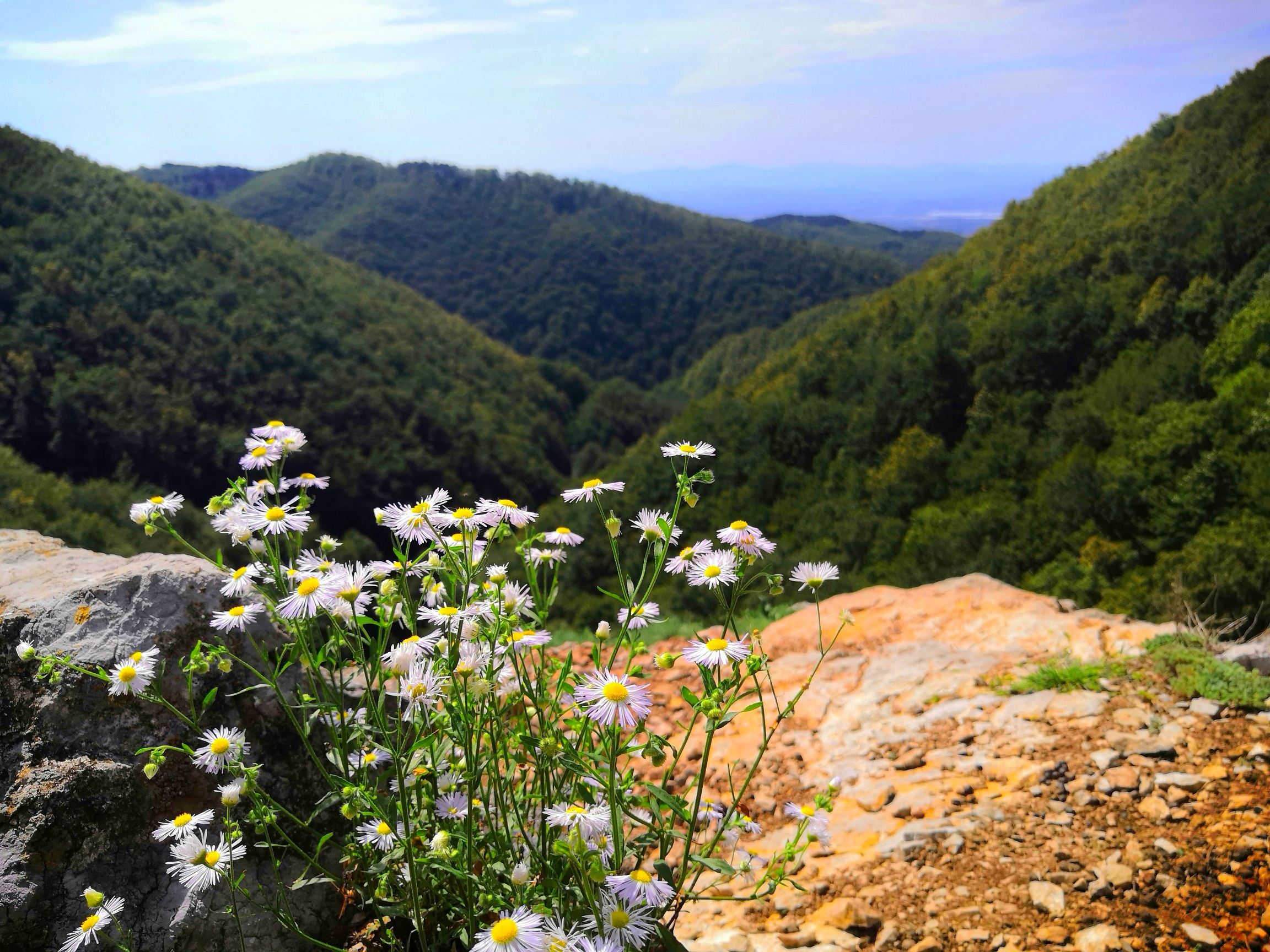

科扎拉國家公園是波斯尼亞和黑塞哥維那的國家公園，位於該國西北部，處於普里耶多爾，成立於1967年4月6日，面積35.2平方公里，有鹿、雉、狐、野豬、兔、鴨等野生動物棲息。